# Гуареи
Гуареи (порт. Guareí) — муниципалитет в Бразилии, входит в штат Сан-Паулу. Составная часть мезорегиона Итапетининга. Входит в экономико-статистический микрорегион Итапетининга. Население составляет 11 473 человека на 2006 год. Занимает площадь 566,260 км². Плотность населения — 20,3 чел./км².

## История
Город основан 16 марта 1880 года.

## Статистика
- Валовой внутренний продукт на 2003 составляет 70 094 239,00 реалов (данные: Бразильский институт географии и статистики).
- Валовой внутренний продукт на душу населения на 2003 составляет 6437,75 реала (данные: Бразильский институт географии и статистики).
- Индекс развития человеческого потенциала на 2000 составляет 0,746 (данные: Программа развития ООН).

## География
Климат местности: тропический.